# Энрикес, Энрико
Энрико Энрикес (итал. Enrico Enriquez; 30 сентября 1701, Кампи-Салентина, Неаполитанское королевство — 25 апреля 1756, Равенна, Папская область) — итальянский куриальный кардинал, папский дипломат и доктор обоих прав. Титулярный архиепископ Нацианцы с 16 декабря 1743 по 23 июля 1753. Апостольский нунций в Испании с 8 января 1744 по 26 ноября 1753. Кардинал-священник с 26 ноября 1753, с титулом церкви Сан-Эузебио с 22 июля 1754.